# Arturo Laclaustra
Arturo Laclaustra Beltrán (Barcelona, 29 de septiembre de 1948) es un diplomático español. Su último cargo fue embajador de España en Serbia con concurrencia también en Montenegro.

## Biografía
Licenciado en Derecho, ingresó en 1974 en la carrera diplomática. Estuvo destinado en las representaciones diplomáticas españolas en Canadá, Naciones Unidas y Marruecos. Fue jefe adjunto de la Jefatura de Protocolo de la Presidencia del Gobierno, subdirector general de Europa Occidental, director del Gabinete del ministro Portavoz del Gobierno, subdirector general de América del Norte, segundo jefe en la Representación Permanente de España ante las Naciones Unidas, subdirector general de Asuntos de Extranjería y segundo jefe en la embajada de España en Portugal. En 2004 fue nombrado director general de Asuntos Internacionales de Terrorismo, Naciones Unidas y Organismos Multilaterales y en julio de 2005 pasó a ocupar el puesto de director general de Naciones Unidas, Derechos Humanos y Organismos Multilaterales. De 2008 a 2011 fue embajador de España en la República Checa, siendo sustituido por Pascual Ignacio Navarro Ríos. El 6 de septiembre de ese mismo año fue nombrado embajador español en Serbia.